# Балка Тенетівська
Балка Тенетівська (рос. б. Тенетивская;Ов. Разооховостый) — балка (річка) в Україні у Синельниківському районі Дніпропетровської області. Права притока річки Середньої Терси (басейн Дніпра).

## Опис
Довжина балки приблизно 5,55 км, найкоротша відстань між витоком і гирлом — 5,10 км, коефіцієнт звивистості річки — 1,09. Формується декількома балками та загатами. На деяких ділянках балка пересихає.

## Розташування
Бере початок у селі Луб'янці. Тече переважно на північний захід і на північно-східній околиці села Андріївки впадає в річку Середню Терсу, праву притоку Нижньої Терси.

## Цікаві факти
- У XX столітті на балці існували 1 скотний двір та 2 газові свердловини[1].